# Cydosia hyva
Cydosia hyva är en fjärilsart som beskrevs av Jones 1912. Cydosia hyva ingår i släktet Cydosia och familjen nattflyn. Inga underarter finns listade i Catalogue of Life.